# 도곡면
도곡면(道谷面)은 대한민국 전라남도 화순군 남부에 위치한 면이다.

## 개요
도곡면은 화순군의 서북부에 위치하고 동으로 능주면, 서로 나주시, 남으로 춘양면, 서북쪽으로 화순읍에 접하고 있다. 주요 농산물로는 파프리카, 토마토, 풋고추, 멜론 등이 있다. 문화재로는 국가지정문화재로 지정된 사적 410호인 세계문화유산 화순고인돌공원과 중요민속자료 152호 양동호 가옥, 154호 양승수 가옥이 있다. 관광지로 도곡온천단지, 클럽900 골프장, 조아벨리 골프장이 있다. 도곡농공단지 1개소 27개업체가 가동중이다.

## 역사
- 청동기 시대 : 청동기 시대 유적인 고인돌이 면내에 36기 분포하고 있다.
- 마한 시대 : 여래비리국(如來卑離國)의 일부에 속했다.
- 백제 시대 : 이릉부리현(爾陵夫里縣)의 일부에 속했다.
- 757년 (신라 경덕왕 16년) : 잉리아현(仍利阿縣)을 여미현(汝湄縣=汝濱=海濱)으로 개칭하여 부리현(富里縣=보성 복내 일대)과 함께 릉성군(陵城郡)의 일부가 되었다.
- 940년 (고려 태조 23년) : 여미현(汝湄縣)을 화순현(和順縣)으로 개칭했다.
- 1018년 (고려 현종 9년) : 화순현과 능성현(綾城縣)이 나주목(羅州牧)에 속했다.
- 1143년 (고려 인종 21년) : 능성현에 처음으로 중앙에서 파견한 현령이 부임해 오면서 능성현에 속했다.
- 1416년 (조선 태종 16년) : 화순현을 다시 화순현과 동복현으로 분리하고 동복현에 현감을 두고 화순현은 능성현에 합쳐져 순성현(順城縣)이 되면서 순성현의 관할이 되었다.
- 1418년 (조선 태종 18년) : 순성현을 다시 화순현과 능성현으로 분리하였다.
- 1632년 (조선 인조 10년) : 능주목으로 승격되었다.
- 1759년 발간된 여지도서(與地圖書)에 의하면 능주목 10개면 중 서일면(西一面)과 북면(北面) 지역으로 나뉘어 기록되어 있다.
- 1789년 (조선 정조 13년) : 호구총수(戶口總數)에 의하면 능주목 10개면 중 서일면(西一面)과 북면(北面) 지역으로 되어 있다. 일면의 관할리는 다음의 4개리 (大谷里, 唐谷里, 中登里, 甘方里)였으며, 북면의 관할리는 다음의 12개리 (竹靑里, 周道里, 龜思里, 五道里, 栗峙里, 花南里, 月峙里, 溫泉里, 白巖洞里, 虎洞里, 耳谷里)였다.
- 1864년 (조선 고종 1년) : 대동지지(大東地志)에 의하면 능주목 12개면 중 망해면(望海面)과 북면(北面)으로 있었다.
- 1895년 (조선 고종 32년) : 나주부(羅州府) 능주군(綾州郡, 3등군), 오도면(吾道面), 화남면(花南面), 대곡면(大谷面)으로 나뉘어 있었다.
- 1896년 (조선 고종 33년) 8월 4일 : 칙령 제36호 지방제도관제봉급경비개정의 건으로 전국이 13도제 실시에 따라 23부제가 폐지되고 전라남도 관할 능주군(3등군) 오도면, 화남면, 대곡면이 되었다.
- 1908년 10월 15일 : 행정구역 개편에 의해 능주군 17면 중 오도면(吾道面)과 화남면(花南面), 대곡면(大谷面)으로 나뉘어 있었다. 오도면의 관할리는 다음의 8개리 (周道里, 竹靑里, 九思里, 吾道谷, 栗峙, 德里, 美洞, 柳信洞)였으며, 화남면의 관할리는 다음의 8개리 (白巖里, 元洞, 溫泉里, 月峙, 花南里, 德山, 耳谷, 虎洞), 대곡면의 관할리는 다음의 14개리 (內大谷, 中大谷, 外大谷, 孝子村, 茅山里, 月谷, 柳谷里, 楊亭里, 玉溪村, 坪村, 路口店, 石橋村, 店村, 雙亭里)였다.
- 1910년 10월 1일 : 칙령 제354호, 357호(9월 30일공포)에 의하여 도·부·군·면(道·府·郡·面)(面·社·坊통합)을 정비하면서 면사무소를 두기 시작했는데 오도면사무소는 오도실 356번지, 화남면사무소는 백암리 412번지 (현 문대식집), 대곡면사무소는 월곡리 513번지 장판각(현재 이축하였음)에 각각 면사무소를 설치하였다.
- 1913년 : 능주군을 화순군으로 개칭하면서 화순군 오도면, 화남면, 대곡면으로 되었다.
- 1914년 3월 1일 : 부군면 통폐합으로 인해 오도면, 화남면, 대곡면과 남평군 저포면의 일부를 합하여 오도면의 도(道)자와 대곡면의 곡(谷)자를 따서 화순군 도곡면(道谷面)으로 칭하고 면사무소를 효산리 745-1번지 (현 김영춘집)에 두고 다음의 13개리를 관할하게 되었다. (信德里, 美谷里, 竹靑里, 周道里, 大谷里, 孝山里, 月谷里, 雙玉里, 坪里, 新星里, 元花里, 泉巖里, 德谷里)
- 1932년 11월 1일 : 행정구역 개편에 의해 화순군 도곡면으로 있었다.
- 1950년 10월 5일 : 한국 전쟁으로 면사무소가 소실되자 신덕리 종방마을 934-1, 854-61번지 잠사창고를 임시청사로 사용하였다.
- 1956년 9월 17일 : 효산리 763번지(옛 도곡지서자리)에 청사를 신축 이전하였다.
- 1983년 2월 15일 : 행정구역 변경(1983. 1. 10 대통령령 제110-27호)에 의해 주도리(周道里)가 화순읍으로 이관되었다.
- 1980년 5월 5일 : 면사무소 청사를 콘크리트 슬라브 단층으로 신축하였다.
- 1990년 9월 18일 : 면사무소 청사를 2층으로 증축하였다.

## 행정 구역
| 법정리 | 한자명 | 행정리                    | 비고            |
| ------ | ------ | ------------------------- | --------------- |
| 대곡리 | 大谷里 | 대곡1구, 대곡2구, 대곡3구 |                 |
| 덕곡리 | 德谷里 | 덕곡1구, 덕곡2구          |                 |
| 미곡리 | 美谷里 | 미곡1구, 미곡2구          |                 |
| 신덕리 | 信德里 | 신덕1구, 신덕2구, 신덕3구 |                 |
| 신성리 | 新星里 | 신성1구, 신성2구          |                 |
| 쌍옥리 | 雙玉里 | 쌍옥1구, 쌍옥2구          |                 |
| 원화리 | 元花里 | 원화1구, 원화2구          |                 |
| 월곡리 | 月谷里 | 월곡1구, 월곡2구, 월곡3구 |                 |
| 죽청리 | 竹靑里 | 죽청1구, 죽청2구          |                 |
| 천암리 | 泉岩里 | 천암리                    |                 |
| 평리   | 坪里   | 평리                      |                 |
| 효산리 | 孝山里 | 효산1구, 효산2구          | 면사무소 소재지 |

## 교육
- 도곡초등학교 (천암리)
  - 죽청분교 (폐교) - 도곡면 죽청길 31-2 (죽청리)
- 도곡중앙초등학교 (월곡리)
- 도곡중학교 (천암리)